# ホワイトフィッシュ (潜水艦)
ホワイトフィッシュ (USS Whitefish, SS-432) は、アメリカ海軍の潜水艦。バラオ級潜水艦の一隻。艦名は同型艦シスコと同様、ヨーロッパや北米の淡水に生息するサケ科シロマス属の総称に因む。
ホワイトフィッシュの建造は、ペンシルベニア州フィラデルフィアのウィリアム・クランプ・アンド・サンズ社で起工されたが、1944年7月29日に建造キャンセルされた。